# فیلتر دوسویه

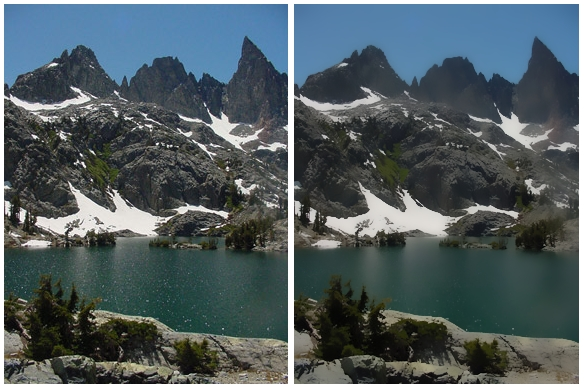
سمت چپ: تصویر اصلی. سمت راست: تصویر پردازش شده با فیلتر دو طرفه

فیلتر دوسویه، فیلتری غیرخطی است که لبه‌های تصویر را حفظ می‌کند و به عنوان فیلتر نرم کننده و کاهنده نویز مورد استفاده قرار می‌گیرد. مقدار نهایی درجه خاکستری پیکسل در این فیلتر به صورت میانگین وزن‌دار درجات خاکستری پیکسل‌های همسایه محاسبه می‌شود. همسایگی در این فیلتر تنها به معنی نزدیکی مکانی نیست و پیکسل‌ها برای اینکه همسایه در نظر گرفته شوند باید درجه خاکستری مشابه نیز داشته باشند.

## تعریف
رابطه فیلتر دو سویه 
{\displaystyle I^{\text{filtered}}(x)={\frac {1}{W_{p}}}\sum _{x_{i}\in \Omega }I(x_{i})f_{r}(\|I(x_{i})-I(x)\|)g_{s}(\|x_{i}-x\|),}
و مقدار ضریب نرمال سازی {\displaystyle {W_{p}}}، طبق رابطه زیر محاسبه می‌شود
{\displaystyle W_{p}=\sum _{x_{i}\in \Omega }{f_{r}(\|I(x_{i})-I(x)\|)g_{s}(\|x_{i}-x\|)}}
که
{\displaystyle I^{\text{filtered}}} تصویر فیلتر شده است.
{\displaystyle I} تصویر ورودی اصلی که باید فیلتر شود
{\displaystyle x} مختصات پیکسل فعلی که باید فیلتر شوند.
{\displaystyle \Omega } پنجره ای است حول پیکسل {\displaystyle x} ، بنابراین {\displaystyle x_{i}\in \Omega } پیکسل دیگری است؛
{\displaystyle f_{r}} تابع کرنل برای نرم‌کردن اختلافات درجات خاکستری (این تابع می تواند یک تابع گاوسی باشد ).
{\displaystyle g_{s}} تابع کرنل برای نرم‌کردن اختلافات موقعیتی بین پیکسل‌ها(این تابع می تواند یک تابع گاوسی باشد).